# Rollen (Längsachse)
Rollen bezeichnet die Bewegung eines Wasser-, Luft- oder Raumfahrzeugs um seine Längsachse. Bei Landfahrzeugen wird die Bewegung als Wanken bezeichnet.

## Flugzeuge
Hubschrauber rollen durch die zyklische Blattverstellung mittels Steuerknüppel.
Flugzeuge mit starren Flügeln (also alle Flugzeuge außer Hängegleitern und Gleitschirmen) beginnen eine Rollbewegung, wenn der Pilot das Querruder betätigt: sie fliegen eine Kurve nach links oder nach rechts. Ohne Querruderbetätigung kann eine Rollbewegung durch vertikale Luftbewegung ausgelöst werden, die an einer Fläche stärker sind als an der anderen. Auch wenn nur an einer Tragfläche die Luftströmung abreisst kommt es zu einer Rollbewegung. Dies kann gewollt (Kunstflug) oder ungewollt durch Steuerfehler des Piloten geschehen.
Hängegleiter machen eine Rollbewegung, wenn der Pilot seinen Schwerpunkt nach rechts oder links verlagert (Gewichtssteuerung). 
Gleitschirme werden durch einseitiges Ziehen der Bremsleinen und/oder durch Gewichtsverlagerung gesteuert; beides ändert das Flügelprofil. 

## Schiffe

Rollen um Längsachse (x)
Stampfen um Querachse (y) Gieren/Drehen um Achse zum Erdmittelpunkt (z)

Schiffe werden vor allem durch Seegang zum Rollen gebracht. Insbesondere auf modernen Passagierschiffen wird dies zu verhindern versucht, um den Passagieren eine komfortable Fahrt ohne Seekrankheit zu ermöglichen. Dazu wird beispielsweise Ballastwasser zwischen seitlich liegenden Schlingertanks hin und her gepumpt. Geschieht das mit der richtigen Frequenz, entspricht das der dämpfenden Wirkung eines Tilgerpendels.
Es gab auch einen Versuch, den Salon eines Schiffes um die Längsachse drehbar zu lagern, damit er jederzeit in einer horizontalen Position bleibe (Prototyp Experimentelles Dampfschiff nach Bessemer von 1875). Der erwünschte Effekt wurde nicht erzielt, die Entwicklung daher eingestellt.
Heute sind sowohl große Frachtschiffe (Containerschiffe) als auch Fahrgastschiffe teilweise mit so genannten Stabilisatoren ausgestattet. Diese Stabilisierungsflossen werden bei Bedarf seitlich und unterhalb der Wasserlinie aus dem Schiff herausgefahren und arbeiten gegenläufig zu den Rollbewegungen des Schiffs. Die Stabilisatoren werden hydraulisch angetrieben. Ihr Einsatz erhöht den Kraftstoffverbrauch des Schiffes signifikant, weil er den Formwiderstand des Schiffsrumpfs erhöht. Der Schiffsantrieb muss mehr Leistung erbringen, um die gleiche Geschwindigkeit zu erzielen.
Starkes Rollen von Frachtschiffen impliziert die Gefahr des Verrutschens von unzureichend gesicherter Ladung. Dabei kommt es zur Schlagseite und dadurch manchmal zum Kentern und Sinken des Schiffes. Deshalb ist es wichtig, Stückgut beim Laden korrekt zu sichern. Besonders gefährlich ist das Umherschwappen großer Flüssigkeitsmengen, etwa durch in Räume eingedrungenes Wasser. Sie können bei jeder Rollbewegung zur anderen Schiffsseite fließen und die Rollbewegungen noch verstärken. Aus diesem Grund dürfen Tanks nicht über die ganze Schiffsbreite reichen; sie müssen durch Längsschotten unterteilt sein, weil sie im teilweise gefüllten Zustand zum Kentern des Schiffs führen können. Dies entspricht dem Schwallblech.
Unter parametrischem Rollen versteht man spontanes, unkontrollierbares Aufschaukeln des Schiffes bis hin zu Beschädigung oder Verlust der Ladung. Verursacht wird dies durch eine Vielzahl von Parametern wie Schiffslänge, Tiefgang, Wellenhöhe und -frequenz etc.; es tritt am ehesten auf, wenn ein Schiff quer zu den Wellen läuft oder liegt.
Die parametrische Erregung kann ein Schiff von unter ±5 Grad Rollwinkel innerhalb von 5 oder 6 Schwingungsperioden auf Rollwinkel über ±45 Grad aufschaukeln.
Ähnlich ist das im Segelsport gefürchtete Geigen, eine sich aufschaukelnde Rollbewegung nach beiden Seiten, die nur auf Vorwindkurs auftritt, meist unter Spinnaker. Sie kann bis zum Kentern führen.
Die statische Neigung um die Längsachse bei Schiffen heißt Krängung.